# Karl Friedrich von Fischer
Karl Friedrich Freiherr von Fischer (* 3. Dezember 1756 in Karlsruhe; † 9. Oktober 1821 ebenda) war ein badischer Minister.

## Leben
Fischer begann eine Beamtenlaufbahn und wurde 1792 Hofrat im Dienst des Markgrafen Karl Friedrich von Baden und 1800 zum Geheimen Hofrat befördert.
Am 21. März 1803 wurde Fischer zum Chef der Direktion der Rechtspflege in der Kriegskommission ernannt. In diese Funktion war er der oberste Militärrichter.
1808 wurde er Direktor des großherzoglich badischen Kriegskollegiums und damit Chef der militärischen Verwaltung und quasi Kriegsminister.
Im April 1819 wurde Fischer von Großherzog Ludwig in den erblichen Freiherrenstand erhoben und zum Finanzminister ernannt. In den Sitzungen des 1. und 2. badischen Landtags 1819 und 1820 war Fischer eines der vom Großherzog ernannten Mitglieder der ersten Kammer der badischen Ständeversammlung. Die Kritik des 1. badischen Landtages von 1819 an seinem Budgetentwurf veranlasste ihn, dem Großherzog einen Verfassungsbruch zur Entmachtung der badischen Ständeversammlung vorzuschlagen, was aber im Kabinett keine Mehrheit fand.
Sein Sohn Carl Friedrich von Fischer trat ebenfalls in den badischen Staatsdienst ein.